# C.J. Wilson (giocatore di baseball)
Christopher John Wilson, detto C.J. (Newport Beach, 18 novembre 1980), è un ex giocatore di baseball statunitense.

## Carriera

### Inizi e Minor League
C.J. Wilson ha frequentato la Fountain Valley High School nell'omonima città californiana e successivamente il Junior College di Santa Ana, dove nel 2000 fu premiato come miglior giocatore.
Fu selezionato dai Texas Rangers al 5º giro nel Draft della MLB nel 2001, giocando nello stesso anno nella classe Rookie e nella classe A. Nel 2002 giocò prevalentemente nella classe A-avanzata e partecipò alle prime partite nella Doppia-A. Proprio nella Doppia-A, Wilson militò per l'intera stagione 2003, durante la stagione il 12 agosto, rimediò un infortunio al gomito che lo costrinse a terminare in anticipo la stagione e a eseguire la Tommy John surgery, che gli causò la perdita della stagione 2004. 

### Major League

#### Texas Rangers
Wilson debuttò nella MLB il 10 giugno 2005, al Dolphins Stadium di Miami Gardens contro i Florida Marlins. Chiuse la stagione con 24 partite giocate nella MLB (6 come partente) e 16 nella MiLB tutte come partente, di cui 12 nella Doppia-A e 4 nella A-avanzata. Dalla stagione 2006 alla 2009, Wilson venne schierato esclusivamente come lanciatore di rilievo.
Nel 2010 diventò lanciatore partente, affermandosi come uno dei migliori lanciatori della squadra, chiuse la stagione con un record positivo di 15 vittorie e 7 sconfitte e 170 strikeout.
Nel 2011 venne convocato per la prima volta all'All-Star Game. Chiuse poi la stagione con 206 strikeout e un record di 16-7.
Con i Rangers è stato campione della American League per due anni di fila perdendo la finale delle World Series sia nel 2010 che nel 2011.

#### Los Angeles Angels of Anaheim
Nel dicembre 2011 ha firmato un contratto da 5 anni dal valore di 77,5 milioni di dollari con la squadra californiana dei Los Angeles Angels of Anaheim, che nello stesso periodo hanno ingaggiato anche Albert Pujols con un contratto da 250 milioni di dollari in dieci anni.
Il 22 maggio 2012 insieme al closer Ernesto Frieri ha ottenuto uno shutout combinato contro i rivali californiani degli Oakland Athletics, concedendo agli avversari una sola valida. Successivamente ha ottenuto la seconda convocazione all'All-Star Game. Ha chiuso la stagione 2012, dove è stato impiegato dagli Angels in 34 partite da partente, con un bilancio finale positivo di 13 vittorie e 10 sconfitte, 173 strikeout e una media PGL di 3,83.
Dopo aver cominciato la stagione 2016 nella lista degli infortunati per problemi alla spalla e al gomito, il 5 luglio annunciò il ritiro dal baseball professionistico per problemi fisici.

## Palmarès

### Individuale
- MLB All-Star: 2

2011-2012
- Giocatore della settimana della AL: 1

11 settembre 2011